# Stonehenge

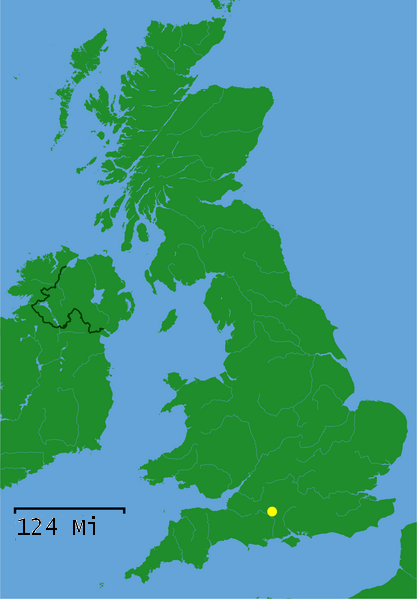
Localização de Stonehenge, nas Ilhas Britânicas.

Stonehenge é uma estrutura composta, formada por círculos concêntricos de pedras, que chegam a ter 5 metros de altura e a pesar quase 50 toneladas, localizada na Inglaterra, no condado de Wiltshire, na Planície de Salisbury.
No monumento identificam-se três distintos períodos construtivos:
- O chamado Período I (c. 3100 a.C.), quando o monumento não passava de uma simples vala circular com 97,54 m de diâmetro, dispondo de uma única entrada. Internamente, erguia-se um banco de pedras e um santuário de madeira. Cinquenta e seis furos externos ao seu perímetro continham restos humanos cremados. O círculo estava alinhado com o pôr do Sol do último dia do Inverno e com as fases Lua.

- Durante o chamado Período II (c. 2150 a.C.), deu-se a realocação do santuário de madeira, a construção de dois círculos de pedras azuis (coloridas com um matiz azulado), o alargamento da entrada, a construção de uma avenida de entrada marcada por valas paralelas alinhadas com o Sol nascente do primeiro dia do verão, e a construção do círculo externo, com 35 pedras que pesavam toneladas. As altas pedras azuis, que pesam 4 t, foram transportadas das montanhas de Gales, a cerca de 240 km ao Norte[1].

- No chamado Período III (c. 2075 a.C.), as pedras azuis foram derrubadas e as pedras de grandes dimensões (megálitos) - ainda no local - foram erguidas. Estas pedras, medindo em média 5,49 m de altura e pesando cerca de 25 t cada, foram transportadas do Norte por 26 km de carreiros[2]. Entre 1500 a.C. e 1100 a.C., aproximadamente sessenta das pedras azuis foram restauradas e erguidas em um círculo interno, com outras dezenove, colocadas em forma ferradura, também dentro do círculo.

Estima-se que essas três fases da construção requereram mais de trinta milhões de horas de trabalho.
Recolhendo os dados a respeito do movimento de corpos celestiais, as observações de Stonehenge foram usadas para indicar os dias apropriados no ciclo ritual anual. Nesta consideração, a estrutura não foi usada somente para determinar o ciclo agrícola, uma vez que nesta região o solstício de verão ocorre bem após o começo da estação de crescimento; e o solstício de inverno bem depois que a colheita é terminada. Desta forma, as teorias atuais a respeito da finalidade de Stonehenge sugerem uso simultâneo para observações astronómicas e a funções religiosas, sendo improvável que estivesse sendo utilizado após 1100 a.C..
A respeito da sua forma e funções arquitetónicas, os estudiosos sugeriram que Stonehenge — especialmente os seus círculos mais antigos — pretendia ser a réplica de um santuário de pedra, santuários de madeira eram mais comuns em épocas Neolíticas.[carece de fontes?]
No dia 21 de junho, o Sol nasce em perfeita exatidão sob a pedra principal.
Segundo dados mais recentes, obtidos por arqueólogos chefiados por Mike Parker Pearson, Stonehenge está relacionada com a existência do povoado Durrington. Este povoado formado por algumas dezenas de casas construídas entre 2600 a.C. e 2500 a.C., situado em Durrington Walls, perto de Salisbury, é considerado a maior aldeia neolítica do Reino Unido. Segundo os arqueólogos, foi aí encontrada uma espécie de réplica de Stonehenge, em madeira.

## Origem

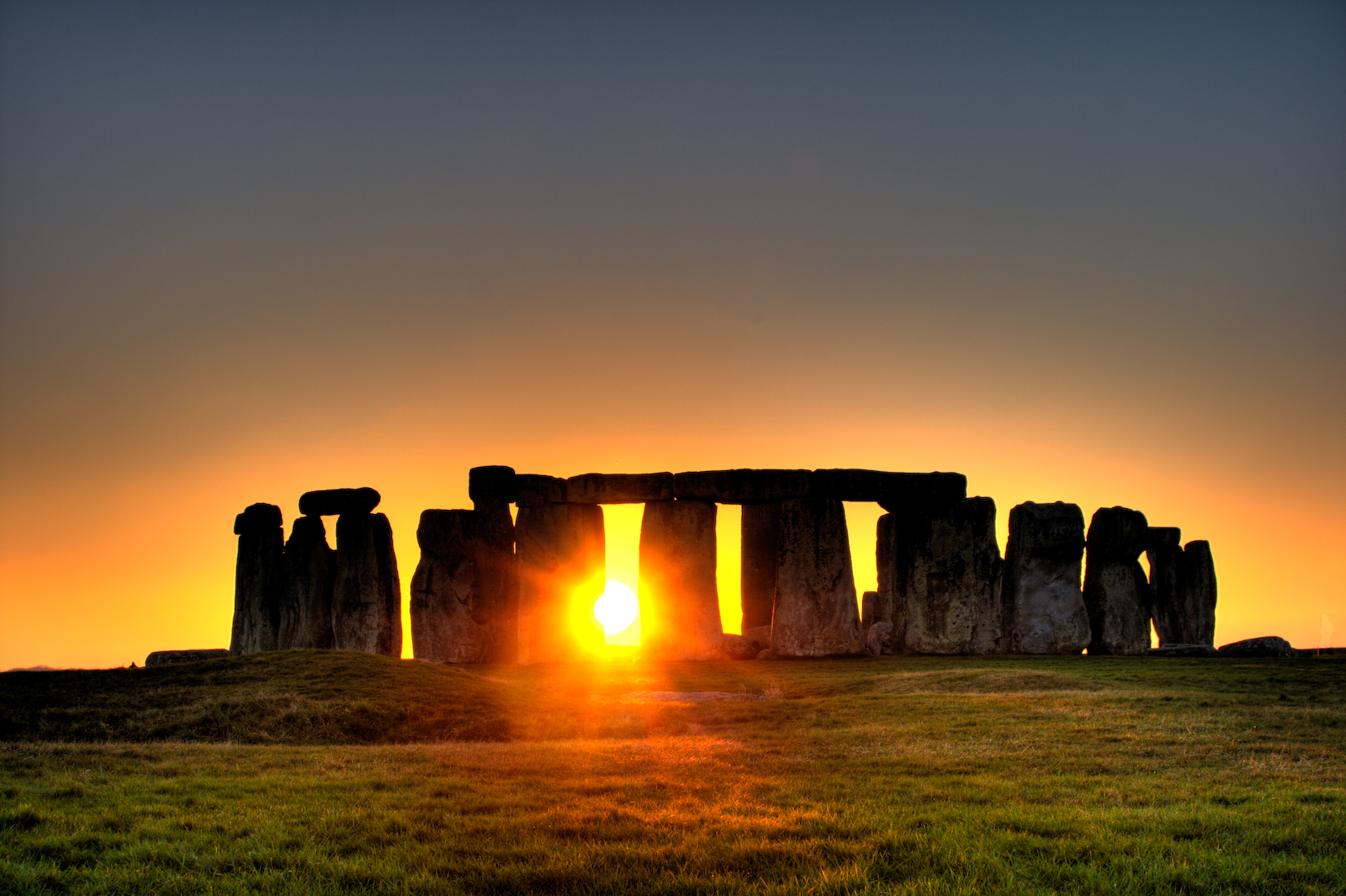
Sol sobre Stonehenge durante o solstício de inverno.

Denominado pelos saxões de hanging stones (pedras suspensas) e referido em escritos medievais como dança dos gigantes, existem diversas lendas e mitos acerca da sua construção, creditada a diversos povos da Antiguidade.
Uma das opiniões mais populares foi a de John Aubrey. No século XVIII, antes do desenvolvimento dos métodos de datação arqueológica e da pesquisa histórica, foi quem primeiro associou este monumento, e outras estruturas megalíticas na Europa, aos antigos druidas, promovendo ideias que difundiram-se na cultura popular do século XVII, mantendo-se até aos dias atuais.
Na realidade, os druidas só apareceram na Grã-Bretanha após 300 a.C., mais de 1500 anos após os últimos círculos de pedras terem sido erguidos. Algumas evidências, entretanto, sugerem que os druidas encontraram os círculos de pedra e os utilizaram com fins religiosos.
Outros autores sugeriram que os monumentos megalíticos foram erguidos pelos romanos, embora esta ideia seja ainda mais improvável, uma vez que os romanos só ocuparam as Ilhas Britânicas após 43, quase dois mil anos após a construção do monumento.
Somente com o desenvolvimento do método de datação a partir do carbono-14 se estabeleceram datas aproximadas para os círculos de pedra. Durante décadas, não foram formuladas explicações plausíveis para a função dos círculos, além das suposições de que se destinavam a rituais e sacrifícios.
O mais famoso monumento da pré-história pode ter sido um centro de cura, para onde iam peregrinos, há mais de 4.500 anos. A afirmação é de um grupo de arqueólogos que trabalha nas primeiras escavações em mais de 40 anos no monumento. O grupo acredita ter encontrado indícios que podem finalmente explicar os mistérios da construção de blocos de pedra. A equipe descobriu um encaixe que, no passado, abrigou as chamadas pedras azuis, rochas vulcânicas de tom azulado, a maioria já desaparecida, que formava a primeira estrutura construída no monumento. Eles acreditam que as pedras azuis podem confirmar a tese de que Stonehenge era um local onde as pessoas iam em busca de cura.
Em 2013, um grupo de estudos da University College London levantou uma nova teoria de que Stonehenge pode ter surgido como um cemitério para famílias de elite, por volta do ano 3000 A.C. Estudos de restos humanos encontrados no local, indicam que, antes do monumento ser o que hoje se conhece, havia ali um grande círculo de pedras construído como um cemitério.

## A arqueoastronomia

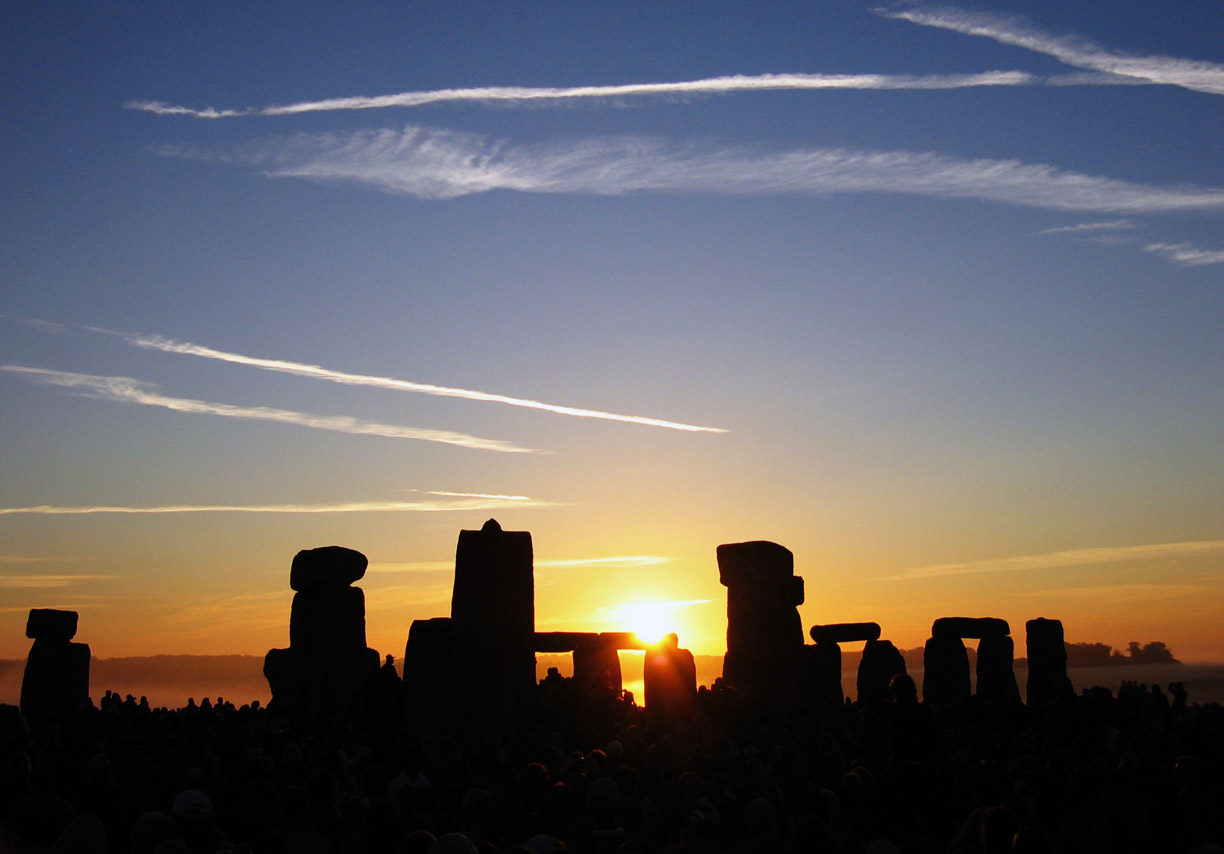
Nascer do Sol sobre Stonehenge na manhã de um solstício de verão (21 de junho de 2005).

Nas décadas de 1950 e de 1960, o professor Alexander Thom, coordenador da Universidade de Oxford e o astrónomo Gerald Hawkins abriram caminho para um novo campo de pesquisas, a Arqueoastronomia, dedicado ao estudo do conhecimento astronómico de civilizações antigas. Ambos conduziram exames acurados nestes e em outros círculos de pedra e em numerosos outros tipos de estruturas megalíticas, associando-os a alinhamentos astronómicos significativos às épocas em que foram erguidos. Estas evidências sugeriram que eles foram usados como observatórios astronómicos. Além disso, os arqueoastrónomos revelaram as capacidades matemáticas extraordinárias e a sofisticação da engenharia que os primitivos europeus desenvolveram, antes mesmo das culturas egípcia e mesopotâmica. Dois mil anos antes da formulação do Teorema de Pitágoras, constatou-se que os construtores de Stonehenge incorporavam conhecimentos matemáticos, tais como o conceito e o valor do {\displaystyle {\pi }}(Pi) em seus círculos de pedra.
A explicação científica para a construção está no ponto em que o monumento tenha sido concebido para que um observador em seu interior possa determinar, com exatidão, a ocorrência de datas significativas, tais como solstícios e equinócios, eventos celestes que anunciam as mudanças de estação. Para isto, basta se posicionar adequadamente entre os mais de 70 blocos de arenito que o compunham e observar-se na direção certa. Esta descoberta deu-se em 1960, demonstrando, através da arqueologia, que os povos neolíticos, 3000 anos antes de Cristo, já tinham este conhecimento.
A importância estaria vinculada diretamente à agricultura dos povos da época. Segundo o historiador Johnni Langer, a vida dos povos agrícolas está ligada ao ciclo das estações. O homem pré-histórico precisava demarcar o tempo, para saber quais eram as melhores épocas para colheita e semeadura. A observação do céu nasceu daí.

## Monumento em Durrington Walls
Um monumento pré-histórico foi encontrado sob a terra perto de Stonehenge cerca de 2 quilômetros em Durrington Walls, o local de uma vila neolítica.
O local consiste em pelo menos 20 poços, com mais de 10 metros de diâmetro e 5 metros de profundidade, formando um círculo com mais de 2 quilômetros de diâmetro. Os poços parecem ter sido escavados há cerca de 4.500 anos e poderiam marcar os arredores de uma área sagrada ou limites em torno de um monumento circular conhecido como o henge de Durrington Walls.

## Alvo de protesto, em 2024
Como ato de protesto em relação à inatividade do governo de tomar medidas para mitigar as consequências catastróficas da crise climática e ecológica, ativistas da organização ambientalista Just Stop Oil pulverizaram os monólitos de Stonehenge, em junho de 2024. Este grupo, já conhecido pelas suas intervenções radicais, ressaltou que a tinta em pó utilizada para o ato foi à base de amido de milho, afirmando ainda que "a tinta sairá em breve com a chuva".

## Videografia
- "Stonehenge decifrado" , tít. orig. "Stonehenge decoded" (2008)